# Óros Nemértska
Óros Nemértska är en bergskedja i Albanien, på gränsen till Grekland. Den ligger i den södra delen av landet, 140 km söder om huvudstaden Tirana.
Óros Nemértska sträcker sig 44 km i sydostlig-nordvästlig riktning. Den högsta toppen är Maja e Dritës, 2 482 meter över havet.
Topografiskt ingår följande toppar i Óros Nemértska:
- Çeçuk
- Kuruna
- Maja e Dhëmbelit
- Maja e Dritës
- Maja e Gatakut
- Maja e Mbrezhanit
- Maja e Poliçanit
- Mal Dhëmbel
- Shesh i Malit
- Tumba

Trakten runt Óros Nemértska består till största delen av jordbruksmark.  Runt Óros Nemértska är det ganska glesbefolkat, med 24 invånare per kvadratkilometer.